# PGC 16545
LEDA/PGC 16545 ist eine Linsenförmige Galaxie vom Hubble-Typ S0 im Sternbild Grabstichel am Südsternhimmel, die schätzungsweise 742 Millionen Lichtjahre von der Milchstraße entfernt ist. Sie bildet gemeinsam mit NGC 1759 ein (optisches?) Galaxienpaar.
Die Typ-Ia-Supernova SN 2012he wurde hier beobachtet.